# Szedercincér
A szedercincér (Anaesthetis testacea) a cincérfélék családjába tartozó, Eurázsiában honos, különféle lombos fákon, cserjéken élő bogárfaj. 

## Megjelenése
A szedercincér testhossza 6-10 mm. Feje a többi cincérhez hasonlóan a test tengelyére merőlegesen, lefelé mutat. Alakja viszonylag karcsú, a szárnyfedők oldalvonala párhuzamosan fut, vállai kiugróak, lekerekítettek. Alapszíne fekete, szárnyfedői sárgásbarnák, előtora sötétebb barna. Feje finoman, az előtor és a szárnyfedők durván pontozottak, felszínüket ritkás, finoman lesimuló, sárgás szőrök borítják. Alsó oldala nagyon finoman pontozott, csak a mellvég oldalán találhatók durva, szórt pontokkal.

## Elterjedése és életmódja
Eurázsiában honos, az Ibériai-félszigettől Kis-Ázsián, Észak-Szírián, a Kaukázuson keresztül Nyugat-Szibériáig. A Brit-szigetekről hiányzik. Magyarországon a hegy- és dombvidékeken mindenütt előforduló, nem ritka faj. 
Lárvája különféle lombos fák (tölgy, dió, gesztenye, vadgesztenye, esetleg éger, nyár, fűz) és cserjék (mogyoró, szeder) száraz, vékony ágaiban él. Fejlődése egy-két évig tart. Az imágó május-júniusban rajzik. Alkonyatkor repül, a mesterséges fény vonzza. Egyébként többnyire tápnövénye száraz ágain található.

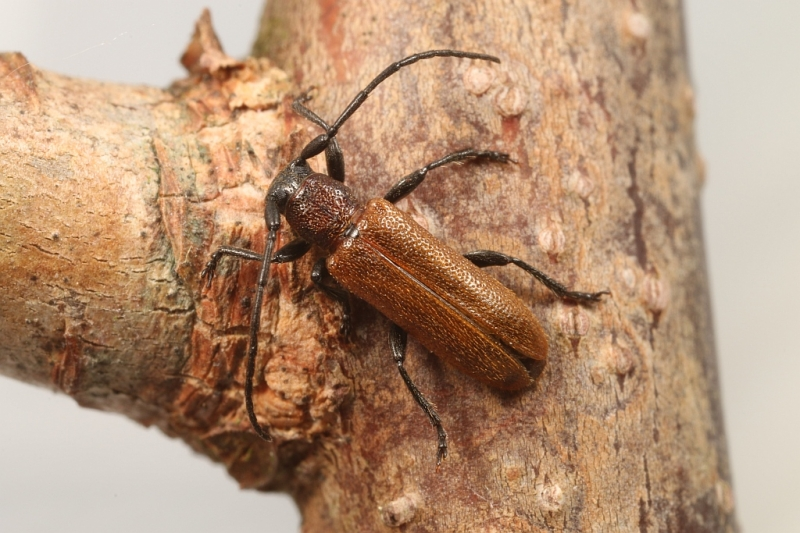
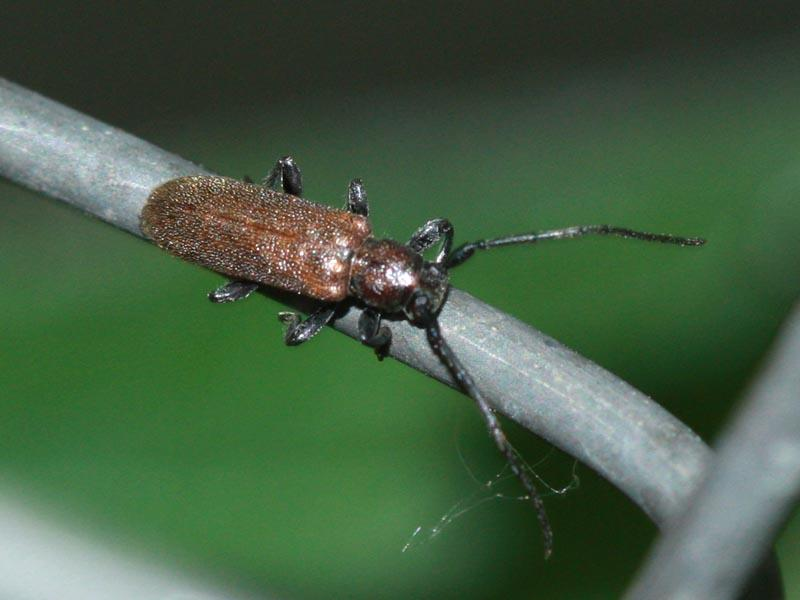

Magyarországon nem védett.